# Arame (Maranhão)
Arame es un municipio brasileño del estado del Maranhão. Su población estimada en 2004 era de 27.750 habitantes.